# 鳞藓科
鳞藓科（学名：Theliaceae）为灰藓目的一个科。

## 下级分类
本科包括以下属：
- 粗疣藓属 Fauriella Besch.
- 小鼠尾藓属 Myurella Bruch & Schimpe
- 鳞藓属 Thelia Sull.